# موقعة المصارة
معركة المُصَارَة أو المُسَارَة هي معركة وقعت بين جيش يوسف بن عبد الرحمن الفهري آخر ولاة الأندلس وجيش عبد الرحمن بن معاوية أول أمراء الأندلس في 9 ذي الحجة 138هـ، وانتهت بانتصار عبد الرحمن بن معاوية وفرار يوسف الفهري، ودخول عبد الرحمن بن معاوية قرطبة، ومبايعته بها أميراً على الأندلس في اليوم التالي. وعرفت هذه الموقعة في المراجع الاسبانية باسم «ألاميدا» ( Alameda )، وتمثل هذه المعركة النقطة الفاصلة في تأسيس الدولة الأموية في الأندلس بعد سقوط الخلافة الأموية في المشرق على يد العباسيين.

## الخلفية التاريخية
بعد سقوط الدولة الأموية في المشرق إثر معركة الزاب سنة 132 هـ، شرع العباسيون في ملاحقة بني أمية وتصفيتهم، ولم ينجُ منهم إلا عبد الرحمن بن معاوية بن هشام بن عبد الملك، الذي تمكن من الهرب من بطش العباسيين متخفيًا من الشام إلى مصر ثم إلى شمال أفريقيا، واستقر لفترة عند قبائل نفزة وزَناتة في المغرب الأقصى، ثم انتقل إلى مليلة، ومنها أُرسل إليه مركب من الأندلس، حيث نزل في المنكب سنة 138 هـ.
وفي تلك الفترة كانت الأندلس تمر بفترة اضطراب سياسي وصراعات بين العرب القيسية واليمنية، وضعف واضح في سلطة يوسف بن عبد الرحمن الفهري، مما هيأ الظروف لظهور عبد الرحمن الداخل كزعيم بديل، حيث أرسل مولاه بدر ليدعوا له بولاية الأندلس بين أنصار الأمويين ومواليهم. نجح بدر مع بعض وجهاء الموالي في جمع جيش يساند دعوة عبد الرحمن الذي عبر إلى ميناء المنكب في ربيع الآخر 138 هـ.

## التمهيد للمعركة
بعد نزوله الأندلس، بدأ عبد الرحمن الداخل بالتواصل مع الزعامات الأموية والقبائل اليمنية، وعلى رأسهم أبو الصباح اليحصبي في إشبيلية، الذي بايعه. أرسل عبد الرحمن عدة رسائل إلى يوسف الفهري يعرض فيها المصالحة، مقابل أن يعترف له بالإمارة على الأندلس، لكن الفهري رفض، فجهّز عبد الرحمن جيشًا قوامه نحو 3,000 فارس.
عسكر الطرفان على ضفتي نهر الوادي الكبير في قرية تُعرف بالمصارة، حيث ظلّا ثلاثة أيام في حالة ترقّب، حتى انخفض منسوب الماء يوم الخميس 9 ذي الحجة. أبدى عبد الرحمن قبوله الظاهري للصلح بمناسبة عيد الأضحى، لكنه أسرّ الاستعداد للقتال.

## مجريات المعركة
في صباح يوم الجمعة، اقتحم عبد الرحمن الداخل النهر، وكان أول من عبره جند الأمويين. اندلعت معركة شديدة بين الطرفين، وكان جيش يوسف الفهري أكثر عددًا، لكنه يعاني من الانقسام وضعف الحافز، بينما تميز جيش عبد الرحمن بروح القتال العالية والتنظيم.
كان عبد الرحمن يمتطي فرسًا أشهب يدعى "الكوكب"، وأظهر من الحيلة والحنكة القيادية ما طمأن اليمنية وأشعل فيهم الحماسة، خصوصًا عندما قارنوا هذا اليوم بيوم مرج راهط، فقال: "هذا يوم عرفة، وغدًا الأضحى، وقد تقابل الأموي والفهري، وقيس واليمن، وأرجو أن يكون أخو يوم مرج راهط".
سُرعان ما مالت كفة المعركة لصالح عبد الرحمن الداخل، وانكسر جيش يوسف الفهري، وقُتل كثير من قادة القيسية والفهرية، وفرّ يوسف إلى طليطلة، بينما هرب الصميل بن حاتم إلى جيان.

## النتائج والأثر السياسي
دخل عبد الرحمن الداخل قرطبة ظافرًا، وصلى الجمعة في مسجدها الجامع، وبويع أميرًا على الأندلس. وتمكن من تأسيس إمارة أموية جديدة مستقلة عن الخلافة العباسية.
امتاز عبد الرحمن بعد النصر بالحكمة والاعتدال، فنهى جنوده عن تتبع فلول المهزومين أو انتهاك الحرمات، وقال: "لا تستأصلوا شأفة أعداء ترجون صداقتهم، واستبقوهم لأشد عداوة منهم".

## التحليل العسكري والاجتماعي
تميزت معركة المصارة بأنها لم تكن مجرد مواجهة عسكرية بل كانت اختبارًا لقدرة عبد الرحمن الداخل على توظيف الظروف الاجتماعية والسياسية لصالحه.
من الناحية العسكرية: أظهر عبد الرحمن الداخل حنكة تكتيكية بارعة رغم تفوق خصمه عدديًّا. فقد نجح في اختيار موقع المعركة وتوقيتها، وانتظر انخفاض منسوب النهر ليشن هجومًا مفاجئًا، كما هيأ جنوده نفسيًّا بخطاب تعبوي ربط فيه بين يوم المعركة ويوم مرج راهط التاريخي، وهو ما رفع من معنويات القبائل اليمنية. إضافة إلى ذلك، أدار المعركة بخطة هجومية مركزة استهدفت مراكز القيادة لدى جيش الفهري، مما أدى إلى انهياره السريع.
من الناحية الاجتماعية والسياسية: تعكس المعركة التمزق القبلي الذي كانت تعيشه الأندلس آنذاك، حيث تنازعت القيسية واليمنية على النفوذ. استطاع عبد الرحمن كسب ولاء اليمنية دون أن يُقصي القيسية بعد المعركة، بل دعا إلى التسامح والاستيعاب. هذا الموقف الحكيم أكسبه شرعية سياسية عريضة، ورسّخ صورته كحاكم يوحّد لا يفرّق. كما أن دخوله قرطبة دون انتقام أو نهب عزز الثقة به في أوساط السكان المحليين، الذين أنهكتهم سنوات من النزاعات. ا
وقد مثّلت المعركة أيضًا نهاية رمزية للسلطة المركزية المتداعية التي مثّلها يوسف الفهري، وبداية لعصر جديد في الأندلس، يقوم على نظام إمارة أموية مستقلة ذات توجه إصلاحي وإداري مختلف، تمهيدًا لازدهار طويل عرفته المنطقة لاحقًا.